# Hongwei, Fujian
Hongwei (kinesiska: 鸿尾) är en socken i sydöstra Kina. Den ligger i Minhou härad i provinshuvudstaden Fuzhou i provinsen Fujian, omkring 33 kilometer väster om centrala Fuzhou. Antalet invånare är 29 757. Befolkningen består av 14 229 kvinnor och 15 528 män. Barn under 15 år utgör 17,0 %, vuxna 15-64 år 73 %, och äldre över 65 år 8,0 %.